# سبدنشین سوت‌زن
سبدنشین سوت‌زن (نام علمی: Cisticola lateralis) نام یک گونه از سرده سبدنشین است.